# Jeannot Szwarc
Jeannot Szwarc (n. 21 noiembrie 1937, Paris, Île-de-France, Franța – d. 14 ianuarie 2025, Loches, Centre-Val de Loire, Franța) a fost un regizor de film și televiziune, cunoscut pentru filme precum Fălci 2, Undeva, cândva, Supergirl și Moș Crăciun: Filmul. A mai scris scenarii și a produs filme de televiziune.

## Biografie
Szwarc s-a născut la Paris. A început să lucreze ca regizor pentru televiziunea americană în anii 1960, în special la serialul Ironside. A mai regizat episoade ale serialelor The Rockford Files, Kojak, Night Gallery, JAG, Bones, Castle, Numerele, Columbo, Eroii și ale altor zeci de seriale.
Printre lungmetrajele sale se numără Bug (1975), Fălci 2 (1978), Undeva, cândva (1980), Supergirl (1984) și Moș Crăciun: Filmul (1985). Începând de atunci, el a regizat în special filme și seriale de televiziune.
În 2003 Szwarc s-a alăturat ca regizor echipei serialului Smallville de la televiziunea The WB/CW. Unul dintre cele mai cunoscute episoade pe care le-a regizat a fost „Homecoming”, cel de-al 200-lea episod al serialului.
Szwarc a regizat, împreună cu Miguel Sapochnik, episoadele celui de-al cincilea și ultimul sezon al serialului științifico-fantastic Fringe, difuzat de televiziunea Fox. A regizat, de asemenea, multe alte episoade ale serialului.
A fost absolvent al Universității Harvard.

## Filmografie selectivă

### Filme de cinema
- 1973 - Extreme Close-Up
- 1975 - Bug
- 1978 - Fălci 2
- 1980 - Undeva, cândva
- 1982 - Enigma
- 1984 - Supergirl
- 1985 - Moș Crăciun: Filmul
- 1987 - Grand Larceny
- 1988 - Honor Bound
- 1994 - La Vengeance d'une blonde
- 1996 - Hercule et Sherlock
- 1997 - Les soeurs Soleil

### Filme de televiziune
- 1972 - Night of Terror
- 1972 - The Weekend Nun
- 1973 - The Devil's Daughter
- 1973 - You'll Never See Me Again
- 1973 - Lisa, Bright and Dark
- 1973 - A Summer Without Boys
- 1974 - The Small Miracle
- 1975 - Something Wonderful Happens Every Spring
- 1975 - Crime Club
- 1977 - Code Name: Diamond Head
- 1986 - The Murders in the Rue Morgue
- 1990 - Have a Nice Night
- 1991 - Mountain of Diamonds
- 1995 - Schrecklicher Verdacht
- 1995 - The Rockford Files: A Blessing in Disguise
- 1996 - The Rockford Files: If the Frame Fits...

### Seriale de televiziune
- Ironside (2 episoade)
- It Takes a Thief (3 episoade)
- Alias Smith and Jones (1 episod)
- Baretta (4 episoade)
- The Rockford Files (3 episoade)
- The Six Million Dollar Man (1 episod)
- Kojak (13 episoade)
- Night Gallery (19 episoade)
- Columbo: Lovely but Lethal (1 episod)
- Zona crepusculară (2 episoade)
- Prigioniera di una vendetta (miniserial)
- Seven Days (1 episod)
- Providence (1 episod)
- JAG (19 episoade)
- The Practice (18 episoade)
- Philly (1 episod)
- CSI: Miami (1 episod)
- Ally McBeal (5 episoade)
- Smallville (14 episoade)
- Without a Trace (12 episoade)
- Boston Legal (2 episoade)
- Eroii (6 episoade)
- Cold Case (7 episoade)
- Bones (10 episoade)
- Supernatural (5 episoade)
- Designated Survivor (1 episod)
- Raising the Bar (3 episoade)
- Numerele (1 episod)
- Anatomia lui Grey (7 episoade)
- Fringe ( 7 episoade)
- The Protector (1 episod)
- Private Practice (4 episoade)
- Scandal (2 episoade)
- Castle (4 episoade)
- Criminal Minds: Beyond Borders (1 episod)

## Legături externe
- Jeannot Szwarc la Internet Movie Database
- Jeannot Szwarc la Allmovie